# آلن پیرس
آلن پیرس (انگلیسی: Alan Pearce؛ زادهٔ ۲۵ اکتبر ۱۹۶۵) بازیکن فوتبال اهل بریتانیا است.
از باشگاه‌هایی که در آن بازی کرده‌است می‌توان به باشگاه فوتبال یورک سیتی و باشگاه فوتبال تورکی یونایتد اشاره کرد.